# تريشيا ماكلولين
تريشيا ماكلولين (بالإنجليزية: Tricia McLaughlin)‏ هي فنانة أمريكية، ولدت في 29 يناير 1964 في برين مار ‏ في الولايات المتحدة.

## وصلات خارجية
- الموقع الرسمي
- تريشيا ماكلولين على موقع IMDb (الإنجليزية)